# برايان دورمان
برايان دورمان (بالإنجليزية: Brian Dorman)‏ هو لاعب كرة قدم أسترالية أسترالي، ولد في 2 يوليو 1937، وتوفي في 27 يوليو 2012.

## وصلات خارجية
- برايان دورمان على موقع AustralianFootball.com (الإنجليزية)
- برايان دورمان على موقع AFLtables.com (الإنجليزية)